# Wodna Skała (Kołoczek)

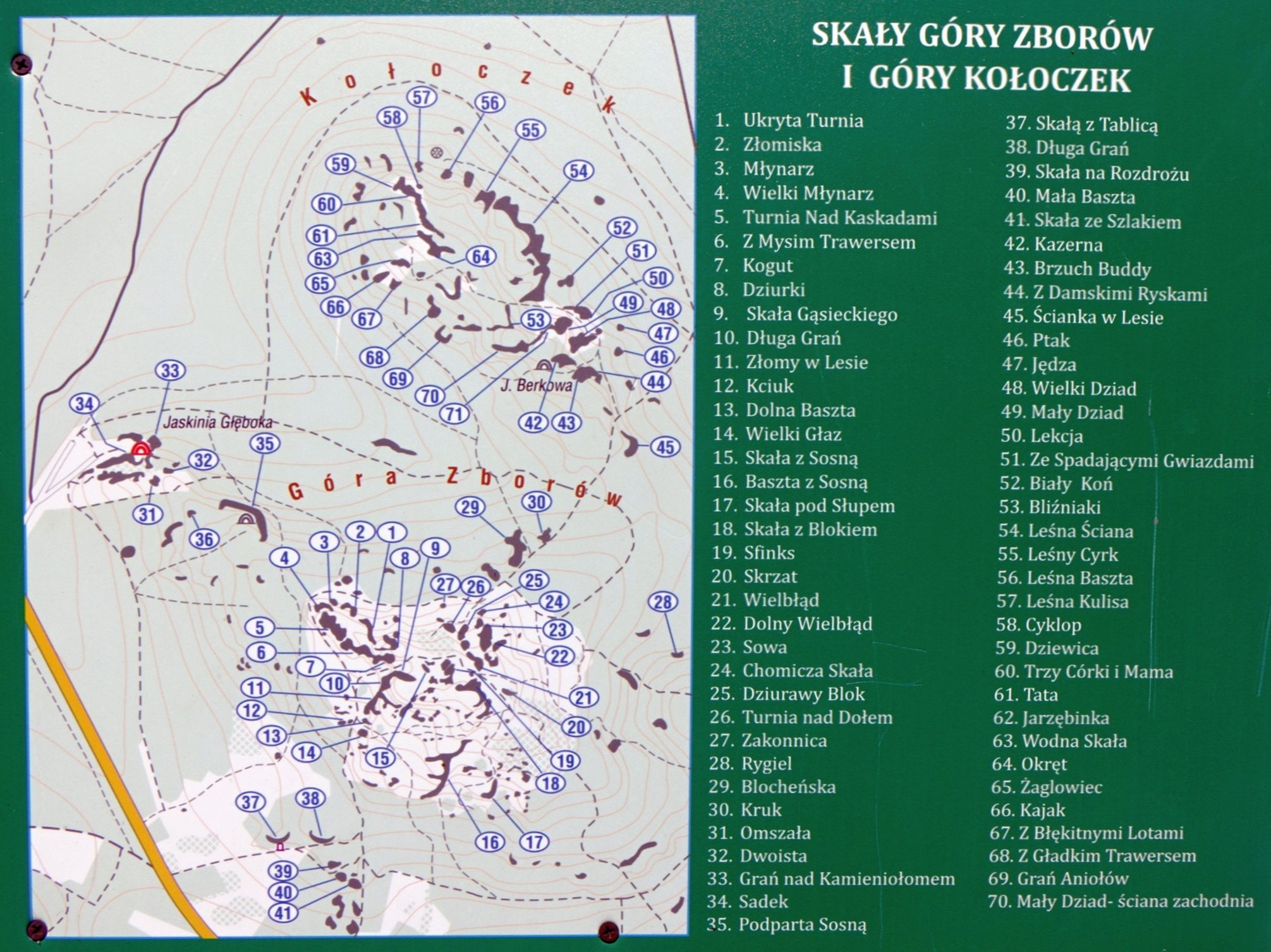
Skały Góry Zborów i Kołoczka

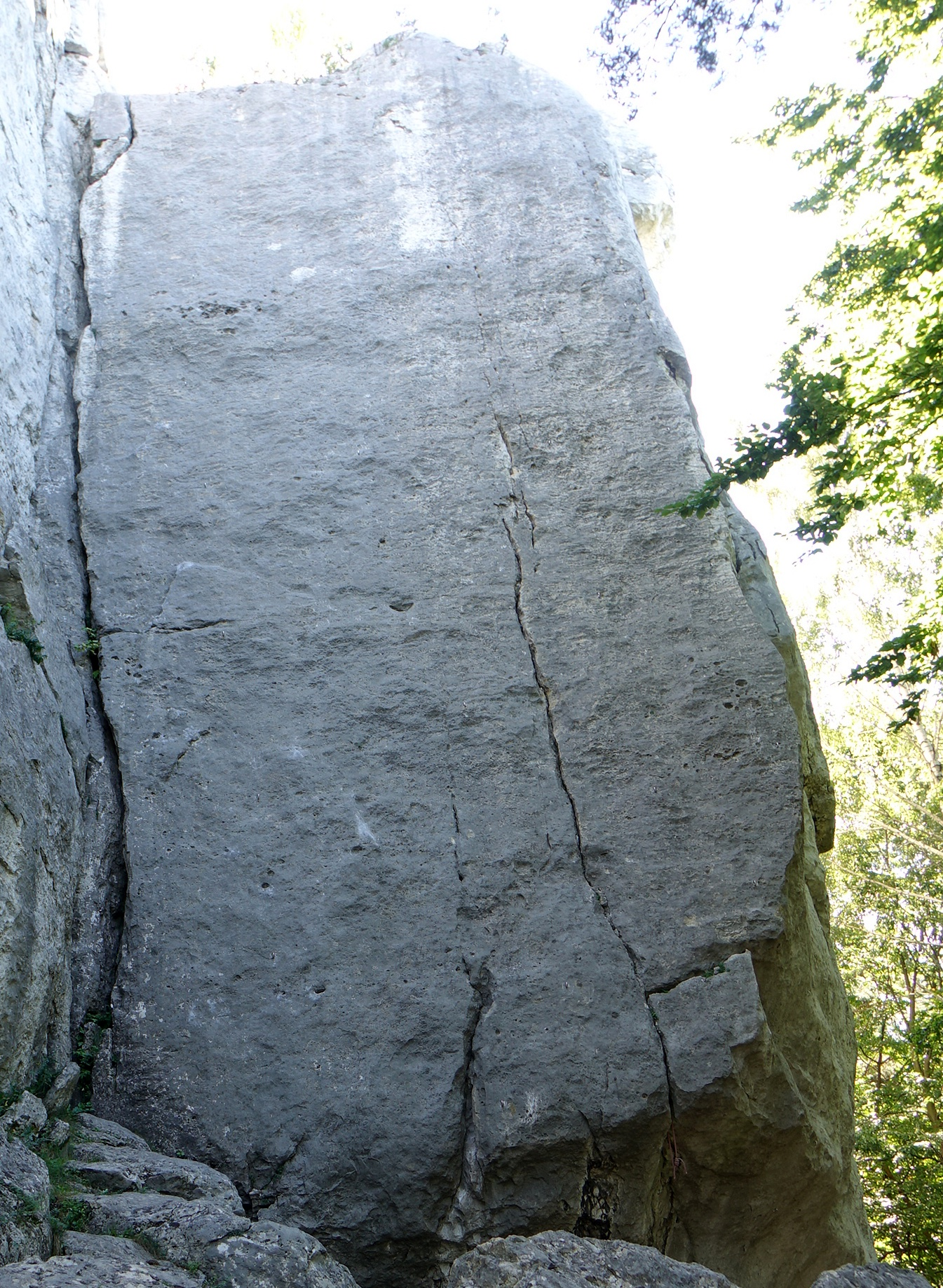

Skała Wodna – skała w grupie Skał Kroczyckich na wzniesieniu Kołoczek na Wyżynie Częstochowskiej, w obrębie wsi Kroczyce w województwie śląskim, powiecie zawierciańskim, w gminie Kroczyce. Lokalizację skał wzniesienia Kołoczek podaje rysunek na tablicy informacyjnej przy wejściu do rezerwatu przyrody Góra Zborów.
Skała Wodna przylega do Głowy Cukru i przez niektórych jest uznawana za jej część (w internetowym portalu wspinaczkowym opisana jest jako Głowa Cukru IV i Głowa Cukru V). Zbudowana jest z wapieni, ma wysokość 25 m, ściany pionowe z okapem i filarem. Znajduje się w lesie i uprawiana jest na niej wspinaczka skalna.

## Drogi wspinaczkowe
Na Wodnej Skale jest 19 dróg wspinaczkowych o trudności od VI.2+ do VI.6+ w skali Kurtyki. Na większości zamontowano stałe punkty asekuracyjne; ringi (r) i stanowisko zjazdowe (st), dwa ringi zjazdowe (drz) lub jeden ring zjazdowy (rz). Skała o dużej popularności wśród wspinaczy.

Wodna Skała I
1. Podwójna aspiryna; drz, IV+, 20 m
2. Zwierciadełko; st, VI.3, 15 m
3. Pęknięte zwierciadełko; 7r + st, VI.5, 20 m
4. Ścieżka zdrowia; 8r + rz, VI.4, 22 m
5. Wszyscy ludzie prezesa; 4r, VI.4+, 20 m
6. Pajączki; 8r + rz, VI.3, 20 m
7. Filar Wodnej Skały; 6r + rz, VI.2+, 20 m
8. Pajączki wprost; 7r + st, VI.4+, 20 m
9. Aguirre – gniew Boży; 8r + rz, VI.5+, 20 m
10. Super prostowanie pajączków; 7r + 1p + rz, VI.5, 21 m
11. Prestiżowa robota; 8r + rz, VI.7+, 21 m
12. Sen astralny; 7r + rz, VI.7+, 21 m
13. Krzyk wapienia; 7r + rz, VI.5+, 21 m

Wodna Skała II
1. Sprawdzian z refleksu; 5r, VI.4, 22 m
2. Prostowanie sprawdzianu; 7r + ST VI.4+, 23 m
3. Alchemik; 7r + rz, VI.6+/7, 21 m
4. Pojednanie z Batkiem; 7r + rz, VI.5, 21 m
5. Rysa trzech Andrzejów; st, VI+, 22 m
6. Nieoczekiwana zamiana miejsc; 1r + ST VI.2+, 21 m
7. Wniebowstąpienie; 5r + st, VI.3+, 18 m[4].